# کلارکسویل (میزوری)
کلارکسویل (به انگلیسی: Clarksville) یک شهر در ایالات متحده آمریکا است که در شهرستان پایک، میزوری واقع شده‌است. کلارکسویل ۲٫۱۲ کیلومتر مربع مساحت و ۴۴۲ نفر جمعیت دارد و ۱۴۲ متر بالاتر از سطح دریا قرار دارد.
- فهرست شهرهای ایالات متحده آمریکا بر پایه جمعیت